# Vận động hành lang đối với nhiên liệu hóa thạch

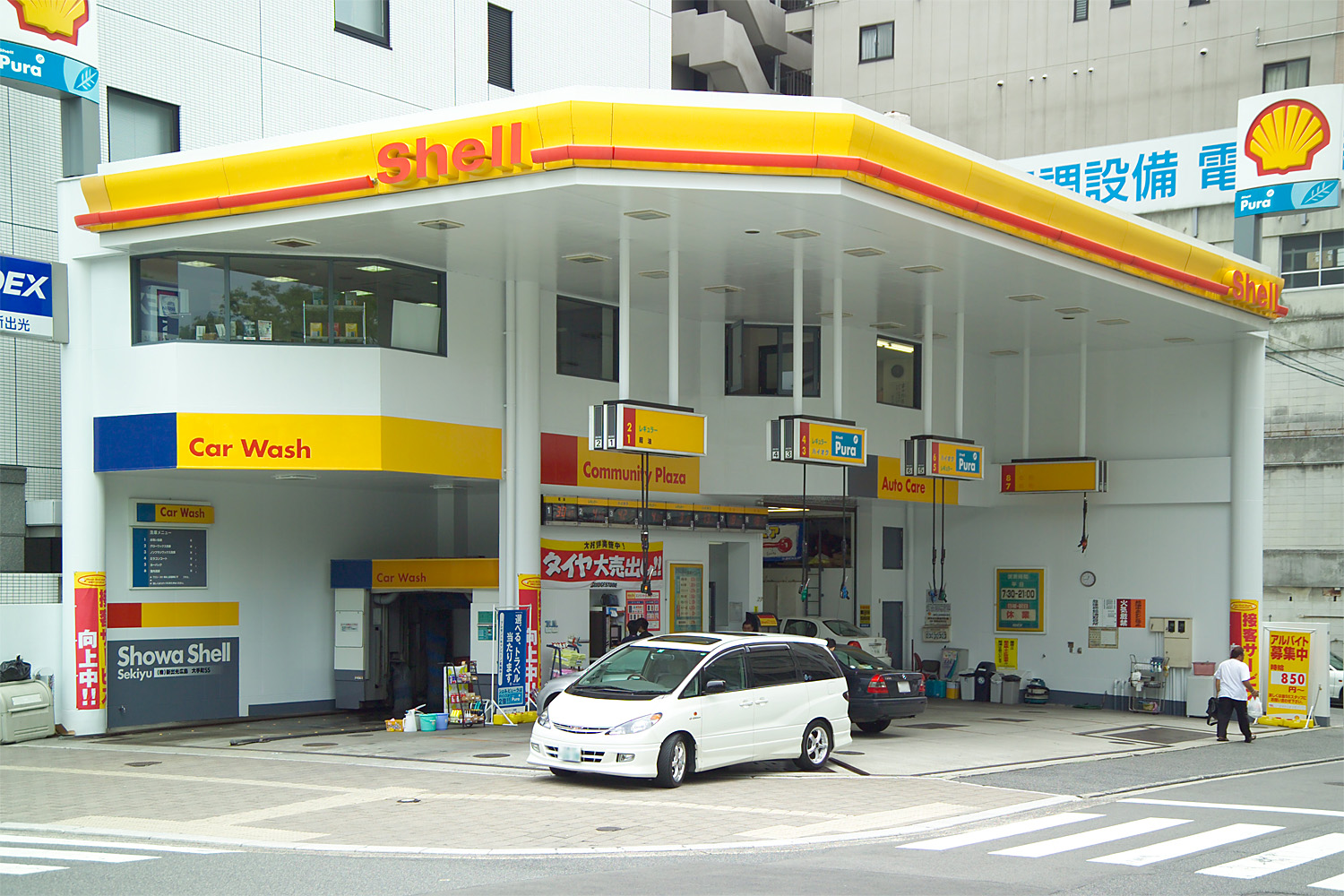
Trạm xăng tại Hiroshima, Nhật Bản

Nhóm vận động hành lang đối với nhiên liệu hóa thạch bao gồm các đại diện của các tập đoàn tham gia vào ngành công nghiệp nhiên liệu hóa thạch (dầu mỏ, khí đốt, than đá) và các ngành công nghiệp liên quan như hóa chất, nhựa, hàng không và các ngành vận tải khác. Do sự giàu có và tầm quan trọng của các ngành công nghiệp năng lượng, vận tải và hóa chất đối với nền kinh tế địa phương, quốc gia và quốc tế, những nhóm vận động hành lang này có khả năng và tiền bạc để cố gắng gây ảnh hưởng quá mức đến chính sách của chính phủ. Đặc biệt, các nhóm vận động hành lang đã cản trở các chính sách liên quan đến bảo vệ môi trường, sức khỏe môi trường và hành động vì khí hậu.
Các nhóm vận động hành lang hoạt động tích cực ở hầu hết các nền kinh tế sử dụng nhiều nhiên liệu hóa thạch với chế độ quản lý dân chủ, trong đó các nhóm vận động hành lang nổi bật nhất chủ yếu ở Canada, Úc, Hoa Kỳ và Châu Âu, tuy nhiên các nhóm vận động hành lang này cũng hiện diện ở nhiều nơi trên thế giới. Các công ty dầu mỏ lớn như ExxonMobil, Shell, BP, TotalEnergies, Chevron Corporation và ConocoPhillips nằm trong số những công ty lớn nhất có liên quan đến nhóm vận động hành lang nhiên liệu hóa thạch. Viện Dầu khí Hoa Kỳ là một tổ chức vận động hành lang công nghiệp mạnh mẽ cho Big Oil có ảnh hưởng đáng kể ở Washington, D.C.. Tại Úc, Hiệp hội Sản xuất Năng lượng Úc, trước đây được gọi là Hiệp hội Sản xuất và Khai thác Dầu khí Úc (APPEA), có ảnh hưởng đáng kể ở Canberra và giúp duy trì các thiết lập chính sách thuận lợi cho Dầu khí.
Sự hiện diện của các công ty nhiên liệu hóa thạch lớn và các công ty dầu khí quốc gia tại các diễn đàn toàn cầu được tổ chức để quyết định các vấn đề quan trọng liên quan đến môi trường như các cuộc đàm phán của Ủy ban Liên chính phủ về Biến đổi Khí hậu, Thỏa thuận Paris về khí hậu và các Hội nghị Liên Hợp Quốc về Biến đổi Khí hậu đã bị chỉ trích. Nhóm vận động hành lang này đã có những hoạt động lợi dụng các cuộc khủng hoảng quốc tế, chẳng hạn như đại dịch COVID-19, hoặc cuộc xâm lược Ukraine của Nga năm 2022 để cố gắng bãi bỏ các quy định hiện hành hoặc biện minh cho việc phát triển nhiên liệu hóa thạch mới. Mục đích của những người thực hiện vận động hành lang là cố gắng duy trì trợ cấp nhiên liệu hóa thạch.

## Ảnh hưởng
Nhóm vận động hành lang năng lượng có lịch sử xung đột với các lợi ích quốc tế và nền quản trị toàn cầu dân chủ. Theo Tổ chức Năng lượng Bền vững Quốc tế (ISEO) về Năng lượng Tái tạo và Hiệu quả Năng lượng, Hội nghị Khí hậu Thế giới lần thứ hai "đã bị Hoa Kỳ và các nhóm vận động hành lang dầu mỏ phá hoại", sau đó ISEO tiến hành lập ra Hiến chương Năng lượng Toàn cầu để "bảo vệ sự sống, sức khỏe, khí hậu và tầng sinh quyển khỏi khí thải". Theo tổ chức này, chính những "nhóm vận động hành lang năng lượng phản động này đã cố gắng tẩy chay Hiến chương này với sự giúp đỡ của các quốc gia sản xuất dầu mỏ và than đá và đã thành công trong việc ngăn chặn quá trình chuyển đổi năng lượng tái tạo tại Hội nghị Môi trường và Phát triển Rio (Hội nghị Thượng đỉnh Trái Đất) năm 1992, để rồi tiếp tục trò chơi này trong tất cả các Hội nghị Khí hậu ở Berlin, Kyōto, Den Haag và Marrakech, nơi Hoa Kỳ đã tẩy chay Nghị định thư Kyōto và vẫn phớt lờ Hiến chương". Người ta ước tính rằng trong những năm 2010, năm công ty dầu khí lớn nhất cùng các nhóm ngành của họ đã chi ít nhất 251 triệu euro để tiến hành vận động hành lang Liên minh châu Âu về các chính sách khí hậu. Hoạt động vận động hành lang cũng có ảnh hưởng ở Canada và Úc trong những năm 2010.
Trong phiên họp thứ 14 của Ủy ban Phát triển Bền vững của Liên Hợp Quốc, theo Bulletin của Viện Phát triển Bền vững Quốc tế, "Một bộ trưởng được cho là đã thách thức nhóm vận động năng lượng tái tạo của miền Bắc bằng những lời lẽ: tại sao không 'thắp sáng' những vùng tối tăm của thế giới bằng cách 'dập tắt một số ngọn nến' trong thế giới của các ông?"
Theo UNFCCC, 636 nhà vận động hành lang nhiên liệu hóa thạch đã tham dự COP27.
Với công chúng, các tập đoàn nhiên liệu hóa thạch tuyên bố rằng họ ủng hộ Thỏa thuận Paris về khí hậu nhằm hạn chế sự nóng lên toàn cầu dưới 2°C vào năm 2100. Các báo cáo nội bộ của BP và Shell cho thấy họ đã lập kế hoạch mô hình kinh doanh dự phòng cho tình trạng nóng lên toàn cầu hơn 3°C của sự nóng lên toàn cầu vào năm 2050.

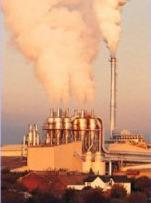
Các nhà máy lọc dầu do các công ty năng lượng sở hữu tạo ra một lượng lớn ô nhiễm không khí.

### Tác động lên môi trường của các công ty được đại diện
Tính đến năm 2015, nhiều thành viên có ảnh hưởng nhất của nhóm vận động hành lang năng lượng đã nằm trong số những công ty gây ô nhiễm hàng đầu tại Hoa Kỳ, với Conoco, Exxon và General Electric xếp hạng trong sáu công ty hàng đầu. Theo Dự án toàn vẹn môi trường, một tổ chức phi đảng phái, phi lợi nhuận được thành lập vào tháng 3 năm 2002 bởi các luật sư cũ tại Cục Bảo vệ Môi sinh Hoa Kỳ, "các công ty như ExxonMobil và Sunoco vẫn báo cáo lợi nhuận kỷ lục trong khi tăng lượng khí thải hoặc nhiều hóa chất gây ung thư hơn từ các nhà máy lọc dầu của họ." Nhóm vận động hành lang năng lượng đã bị các nhà môi trường chỉ trích vì sử dụng ảnh hưởng của mình để cố gắng ngăn chặn hoặc làm loãng các đạo luật về biến đổi khí hậu toàn cầu.

## Úc
Năm 2023, Hội đồng Năng lượng Úc đã vận động hành lang chống lại việc thêm thành phần môi trường vào Mục tiêu Điện quốc gia. Các cải cách đối với Cơ chế Bảo vệ đã bị các Nhà sản xuất Năng lượng Úc và Hội đồng Khoáng sản Úc phản đối.

## Hoa Kỳ

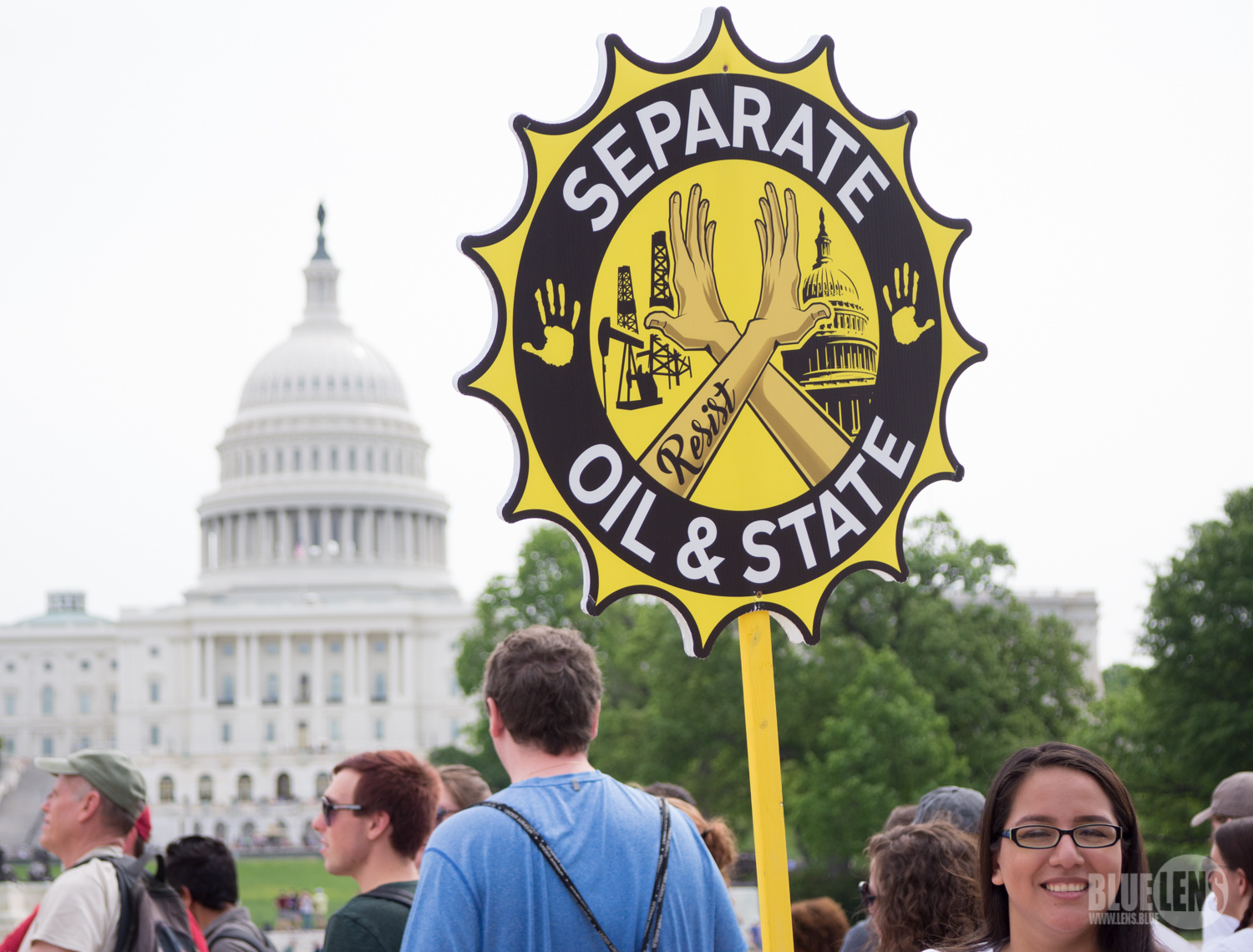
Biểu ngữ "Tách bạch dầu khí và nhà nước" tại Cuộc diễu hành vì khí hậu của nhân dân (2017)

Trong cuộc bầu cử năm 2000, hơn 34 triệu đô la đã được đóng góp, trong đó 78% số tiền đó thuộc về đảng Cộng hòa. Năm 2004, các công ty dầu khí đã đóng góp hơn 25 triệu đô la cho các chiến dịch chính trị, trong đó 80% số tiền đó dành cho đảng Cộng hòa. Trong kỳ bầu cử năm 2006, các công ty dầu khí đã đóng góp hơn 19 triệu đô la cho các chiến dịch chính trị. 82% số tiền đó thuộc về các ứng cử viên Đảng Cộng hòa, trong khi 18% còn lại thuộc về đảng Dân chủ. Các công ty điện cũng rất ủng hộ đảng Cộng hòa; đóng góp của họ gần đây dao động trong khoảng 15–20 triệu đô la. Từ năm 2003 đến năm 2006, nhóm vận động năng lượng cũng đã đóng góp 58,3 triệu đô la cho các chiến dịch cấp tiểu bang. Để so sánh thì các lợi ích năng lượng tái tạo đã đóng góp khoảng nửa triệu đô la trong cùng kỳ.
Trong cuộc bầu cử Hoa Kỳ năm 2012 bao gồm cả cuộc bầu cử tổng thống, đã có rất nhiều chi tiêu của các nhóm vận động hành lang.
Năm 2022, ngành nhiên liệu hóa thạch đã chi khoảng 125,05 triệu đô la để tác động đến chính phủ.